# Bruno Rossi
Bruno Rossi, punim imenom Bruno Benedetto Rossi (Venecija, 13. travnja 1905. – Cambridge, Massachusetts, 21. studenog 1993.), američki fizičar talijanskoga podrijetla. Nakon završetka studija fizike u Bologni (1927.) zaposlio se kao asistent na Sveučilištu u Firenci. Godine 1932. postao je profesor na Sveučilištu u Padovi, a od 1937. i ravnatelj novog istraživačkog instituta pri tom sveučilištu. Kada su u Italiji 1938. uvedeni rasni zakoni, emigrirao je u SAD, gdje je od 1939. do 1943. radio kao istraživač suradnik na Sveučilištu Cornell, a zatim u Los Alamosu na Projektu Manhattan. Nakon 1945. posvetio se istraživanju kozmičkoga zračenja, konstruiranju rendgenskoga teleskopa te razvoju metoda za bilježenje i analizu kozmičkog i rendgenskoga zračenja iz svemira. Smatra ga se začetnikom rendgenske astronomije.